# Bretaňské království
Bretaňské království (bretonsky Rouantelezh Breizh, latinsky Regnum Britanniae Minoris) byl středověký krátce existující státní útvar a vazalský stát Franské říše v letech 851 až 939 nacházející na Bretaňském poloostrově omývaném Atlantským oceánem. Vznikl v roce 851 v době nájezdů severských vikingů, kdy si kníže Erispoe obdržel královský titul od západofranského krále Karla II. Holého, kterého 22. srpna 851 porazil v bitvě u Jenglandu. O šest let později byl zavražděn a vystřídán svým bratrancem Šalomounem. V roce 890 nastoupil třetí a zároveň i poslední bretaňský král Alain I. Veliký, za jehož vlády Bretaň dosáhla největší rozlohy. Žádný z dalších bretaňských vévodů královského titulu nedosáhl, neboť právo na jeho udělování si vyhrazoval franský panovník, k tomu ale již z jeho strany nikdy nedošlo. Znovu Bretani vládl král až v 16. století, ale byl to již král francouzský a nikoli bretaňský, neboť došlo ke spojení bretaňské vévodské koruny s francouzskou.